# Olivier Abbeloos
Olivier Abbeloos (Aalst, 18 januari 1969) is een Belgische danceproducer. Hij stond als onderdeel van de new beat-scene aan de basis van de Belgische dancescene. Zijn grootste successen had hij in 1991 als onderdeel van de rave-acts Quadrophonia en T99, waarmee de hits Quadrophonia en Anasthasia werden gemaakt.

## Biografie
Abbeloos wordt in zijn tienerjaren actief als dj. Op zijn dertiende krijgt hij van zijn ouders een dj-set en op zijn zeventiende begint hij ook met produceren en mixen. Het is het einde van de jaren tachtig en hij raakt betrokken bij de opkomende new beat-scene in zijn land. Het is zijn vriend Olivier Pieters die hem introduceert. Met Pieters en Luc Devriese richt hij de formatie L&O op, waarmee de single Even Now de eerste release is waar hij aan meewerkt. Hij begint ook een intensieve samenwerking met Patrick De Meyer waarmee hij platen maakt als Jarvic 7. Rond 1989 loopt de new beat op zijn einde en evolueert de scene door in de dancescene van België. Wanneer Technotronic een grote hit maakt met Pump Up The Jam (1989) brengt dat veel teweeg. Er is behoefte aan rappers. Patrick De Meyer komt in Nederland in contact met Lucien Foort. Aanvankelijk werkt Foort met hen aan rapprojecten Soul Patrol en Unlimited Soul. Maar Foort blijkt zich ook in het produceren bekwaamd te hebben en met Abbeloos begint hij het project Quadrophonia, dat met Quadrophonia en Wave Of The Future in 1991 de hitlijsten bereikt. Het tweetal produceert ook mee aan de single Body To Body van Technotronic. Ook werkt hij mee aan enkele singles voor Daisy Dee. Datzelfde jaar haakt hij ook aan bij het project T99 waar Demeyer eerder al met Phil Wilde aan werkte. Demeyer hoort namelijk bij toeval een track voor Quadrophonia die Foort niet ziet zitten. Dit vormt de basis voor Anasthasia dat ook uitgroeit tot een grote hit. Ze blazen de act nieuw leven in samen met Zenon Zevenbergen en maken nog een hit Nocturne en het album Children of Chaos (1992).
Halverwege de jaren negentig eindigen de samenwerkingen met Demeyer en Foort. Hij beweegt dan richting house en blijft actief als dj. Ook blijft hij onder verschillende namen produceren zoals Conga Squad en C-Mos. Daarvan doet vooral 2 Million Ways (2005), het goed. Ook doet hij enkele projecten met Eric Beysens. Echt grote hits maakt hij echter niet meer. Vanaf 2013 brengt hij veel werk op het online label IG, van zijn vrouw Isabelle Goeminne uit. Hij maakt daarvoor in 2018 het album Half-Century, verwijzend naar zijn naderende 50e verjaardag. Ook Goeminne werkt daaraan mee. Als The Demolator werkt hij ook samen met Zenon Zevenbergen.

## Discografie
Albums
- Quadrophonia - Cozmic Jam (1991)
- T99 - Children of Chaos (1992)
- Half-Century (2018)